# Заплава річки Бик
Заплава річки Бик — ландшафтний заказник місцевого значення в Україні. Розташований у Добропільському районі Донецької області, між селами Лиман і Кам'янка.

## Опис
Територія заказника займає 288 га та включає заплавну частину річки Бик, що є притокою річки Самара. Землекористувачем є Криворізька сільська рада.
Ландшафт представлений різнотравно-ковиловими степами, чагарниками та заплавною рослинністю. Ґрунти різноманітні: по схилах балки — чорноземи, у заплаві — лучні ґрунти.

## Клімат та гідрологія
Клімат регіону помірно-континентальний, з малосніжними зимами (середня температура січня -8°C) і спекотним літом (середня температура липня +20°C). Водні ресурси представлені сезонним струмком та річкою Бик, яка відіграє важливу роль у формуванні флори і фауни території.

## Рослинність
Рослинність заказника включає степові угруповання, що займають 80% території. Основні види: вівсяниця валійська, пирій середній, ковила волосиста (занесена до Червоної книги України). Тут також зростають півонія тонколиста, шафран сітчастий і сон чорніючий.
Прибережна рослинність представлена очерет, рдесник хвилястий, куга озерна.

## Тваринний світ
На території заказника мешкають подалірій, махаон, бджола-тесляр фіолетова (усі занесені до Червоної книги України).  
Заплава є місцем гніздування багатьох видів водоплавних птахів: кулик, качка, сіра гуска.  
Серед хижих птахів трапляються яструб великий, канюк звичайний, зимняк.  
Ссавці, що населяють територію: ондатра, сліпак звичайний, видра річкова (Червона книга України).  

## Галерея

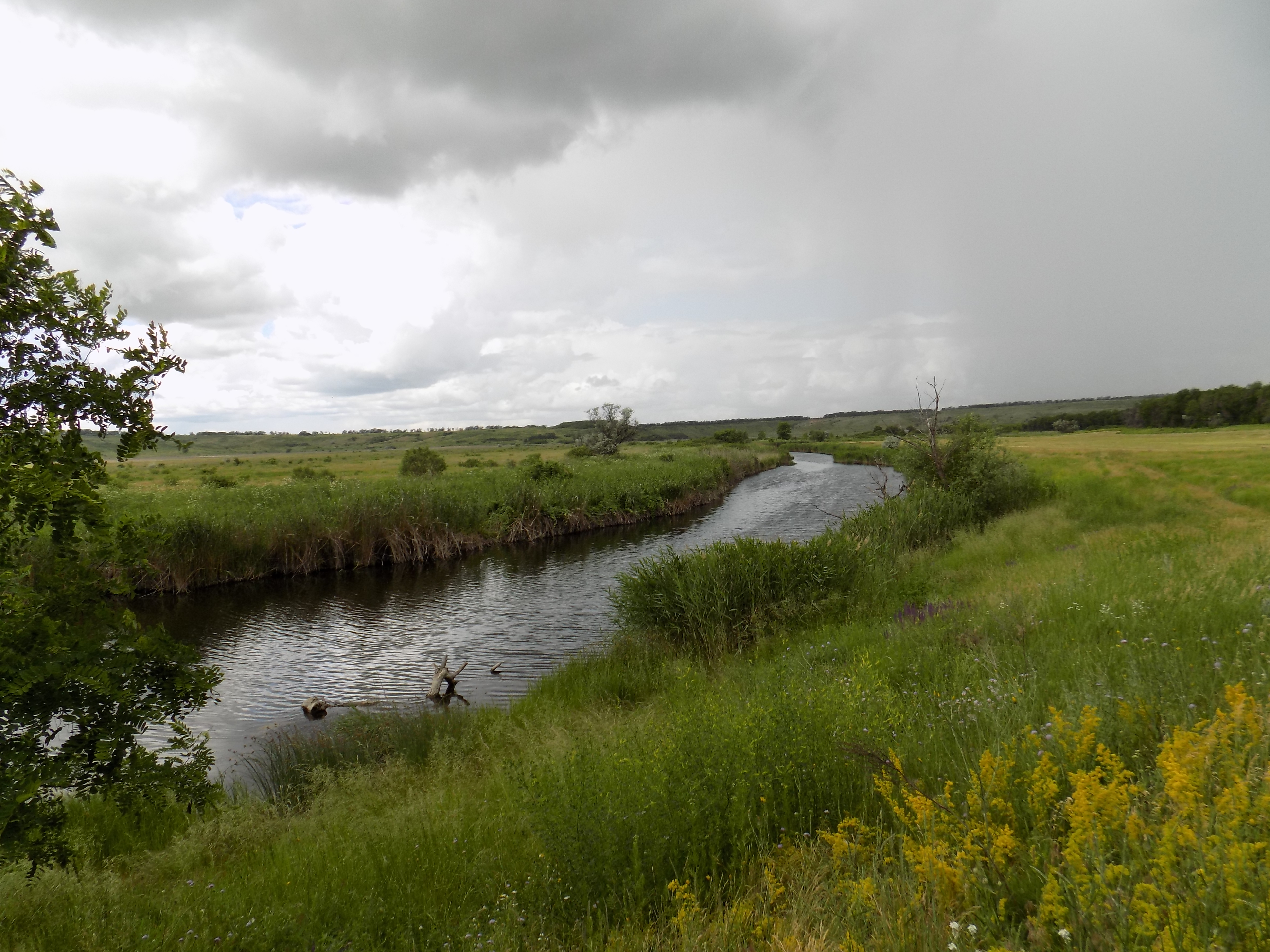
Ландшафт заказника